# Зајда
Зајда (њем. Sayda) град је у њемачкој савезној држави Саксонија. Једно је од 61 општинског средишта округа Средња Саксонија. Према процјени из 2010. у граду је живјело 2.088 становника. Посједује регионалну шифру (AGS) 14522520.

## Географски и демографски подаци
Зајда се налази у савезној држави Саксонија у округу Средња Саксонија. Град се налази на надморској висини од 680 метара. Површина општине износи 35,2 km². У самом граду је, према процјени из 2010. године, живјело 2.088 становника. Просјечна густина становништва износи 59 становника/km².